# باشگاه فوتبال چورنومورتس اودسا
باشگاه فوتبال چورنومورتس اودسا  (به اوکراینی: ФК «Чорномо́рець» Одеса) باشگاه فوتبال اوکراینی است که در شهر اودسا قرار دارد و هم‌اکنون در لیگ برتر فوتبال اوکراین بازی می‌کند.
این باشگاه در تاریخ ۲۶ مارس ۱۹۳۶ میلادی تأسیس شده‌است.

## افتخارات
- جام حذفی فوتبال اوکراین
  - قهرمان (۱): ۱۹۹۲، ۹۴–۱۹۹۳
- لیگ برتر فوتبال اوکراین 
  - نایب قهرمان (۲): ۹۵–۱۹۹۴، ۹۶–۱۹۹۵
- جام اینترتوتو 
  - نایب قهرمان (۱): ۲۰۰۷